# Piotr Pręgowski
Piotr Pręgowski (sinh ngày 15 tháng 2 năm 1954 tại Warsaw, Ba Lan) là một nam diễn viên người Ba Lan.

## Học vấn
Anh tốt nghiệp tại Học viện nghệ thuật sân khấu quốc gia Aleksander Zelwerowicz ở Warsaw vào năm 1979.

## Sự nghiệp
Khi còn trẻ, Piotr Pręgowski đã theo đuổi môn thể thao đấu vật và đạt được một số thành tích nhất định, nhưng anh đã chấm dứt sự nghiệp này vào năm 1975. Vào giai đoạn bắt đầu trên con đường nghệ thuật, Pręgowski đã biểu diễn trên các sân khấu ở Warsaw như Nhà hát Rozmaitości (1979-1982) và Nhà hát Narodowy (1983-1987). Anh cũng xuất hiện trong nhiều bộ phim điện ảnh và truyền hình, trong đó, nổi bật là vai Courier trong bộ phim Mis (1981), vai chính trong bộ phim truyền hình hài Zmiennicy (1986–1987), vai ông chủ của Agata trong bộ phim To my (2000), và vai Pietrek trong bộ phim Ranczo (2006). Ngoài ra, anh cũng nổi tiếng trong việc lồng tiếng các nhân vật hoạt hình, tiêu biểu là vai Gấu Boo-Boo trong loạt phim Yogi Bear (phiên bản năm 1958-1988).

## Đời tư
Anh là chồng của nữ diễn viên Ewa Kuryło và có một cô con gái tên là Zofia.